# Calle Santa Fe (Tucumán)
La Calle Provincia de Santa Fe es una calle de San Miguel de Tucumán, Tucumán, Argentina. Se extiende desde la avenida Avellaneda hasta el Camino del Perú, en el límite con Yerba Buena.

## Historia
La calle fue abierta en 1887 durante la intendencia de José Padilla. Durante el siglo XX se construyeron diversos edificios como el Hospital Centro de Salud, el Colegio Nacional, el edificio de la ex-Brigada de Investigaciones, el Estadio Luis Hayward, entre otros. En la calle se desarrollaron los barrios Don Bosco, Villa Luján, además de ser una arteria comercial en su tramo de Barrio Norte aledaño a Plaza Urquiza.

## Sitios de Interés
A lo largo de esta calle se desarrollan varios lugares de interés y emblemáticos:
- Hospital Centro de Salud
- Plaza Urquiza
- Colegio Nacional Bartolomé Mitre
- Ministerio de Educación de Tucumán
- Estadio Luis Hayward
- Parque V Centenario